# 2-甲基-3-戊醇
2-甲基-3-戊醇（英語：2-Methyl-3-pentanol，IUPAC名：2-methylpentan-3-ol）是一种仲醇类的有机化合物，能作为燃料使用。